# Doña Paz
Le Doña Paz est un ferry de 2 324 tonnes et de 93 mètres de long construit en 1963 qui coula aux Philippines après une collision avec le pétrolier MT Vector (en) le 21 décembre 1987.

## L'accident
Le navire, appartenant à la compagnie Sulpicio Lines (en), était en route depuis Tacloban aux Philippines vers Manille quand, alors qu'il se trouvait dans le détroit de Tablas, il entra en collision avec le Vector, pétrolier transportant 8 800 barils de pétrole raffiné, à 22 heures (heure locale).
Le pétrole s'enflamma et causa un incendie qui s'étendit rapidement sur le Doña Paz. Des treize membres d'équipage du Vector, seuls deux survécurent. Cinquante-huit membres d'équipage du ferry périrent. Le Doña Paz coula deux heures après l'impact sans qu'aucune embarcation de sauvetage ne puisse être lancée. 21 ou 24 personnes seulement survécurent dans le brasier, mais 1 565 victimes périrent officiellement ; d'autres rapports affirment que le ferry était surchargé et que le nombre réel de victimes dépasse 4 000. Il y avait 1 568 personnes enregistrées, ce qui en fait la plus grande catastrophe maritime de ferry ; si le nombre de 4 375 victimes est véridique, c'est alors aussi la plus grande catastrophe maritime en temps de paix.
Il fallut attendre huit heures avant que les autorités ne fussent au courant de l'accident et huit autres heures avant que les secours n'arrivassent sur place.
Une enquête ultérieure révéla que l'équipage du Vector n'était pas assez qualifié et que la licence du navire avait expiré.

## Source
1. ↑  (en)[PDF] Liste sur des naufrages concernant des navires à passagers, page 36

- (en) Cet article est partiellement ou en totalité issu de l’article de Wikipédia en anglais intitulé « MV Doña Paz » (voir la liste des auteurs).